# Giuditta (Achille Peri)
Giuditta è un melodramma biblico in tre atti composto da Achille Peri su libretto di Marco Marcelliano Marcello, pubblicata dall'editore milanese Francesco Lucca.
La trama riprende quella religiosa, dato che "Ogni tema dunque alle sacre carte è di sua
natura musicabile", come descritto nella Gazzetta Musicale di Milano.

## Trama
Come descritto nel racconto biblico, contenuto nel Libro di Giuditta nella Bibbia cristiana e messo in scena in quest'opera, Giuditta libera la città di Betulia (Giudea) occupata dagli Assiri.
Durante la sua avventura si innamora di Oloferne, condottiero assiro della spedizione che presidiava la città; nonostante i suoi sentimenti vedendolo ubriaco ad un banchetto decide di decapitarlo per liberare la città dall'occupazione.

## Personaggi
I personaggi più rilevanti dell'opera sono:
- Giuditta, eroina del racconto.
- Oloferne, personaggio "ignobile, inestetico", ma che si "atteggia con grandezza comunicatagli dall'ambiente divino in cui si muove"[2].
- Gionata
- Eliachimo
- Beluliesi